# Stirling Mortlock
Stirling Austin Mortlock (Sídney, 20 de mayo de 1977) es un exjugador australiano de rugby que se desempeñaba como centro o wing.

## Carrera
Desarrolló toda su carrera en el Super Rugby desde su debut en 1998 jugando para Brumbies y desde 2011 en los Melbourne Rebels hasta su retiro en 2012 con 35 años.

## Selección nacional
Mortlock fue convocado a los Wallabies por primera vez en 2000 y jugó con ellos hasta 2009. En total jugó 80 partidos y marcó 489 puntos.

### Participaciones en Copas del Mundo
Disputó las Copas del Mundo de Australia 2003 y Francia 2007. Los Wallabies obtuvieron el subcampeonato en 2003 y fueron eliminados en Cuartos de final en 2007.
| Mundial                       | Sede      | Resultado        | PJ | Tries |
| ----------------------------- | --------- | ---------------- | -- | ----- |
| Copa Mundial de Rugby de 2003 | Australia | Subcampeón       | 5  | 4     |
| Copa Mundial de Rugby de 2007 | Francia   | Cuartos de final | 3  | 1     |

## Palmarés
- Campeón del Rugby Championship de 2000 y 2001.
- Campeón del Super Rugby de 2001 y 2004.